# Комірка
Комірка — «маленьке, тісне приміщення»; «кімнатка, заглиблення, ямка; гніздо»; зменшувальне до комора. Комора нижчого рівня, маленька комора. «Приміщення в хаті для зберігання їжі тощо».

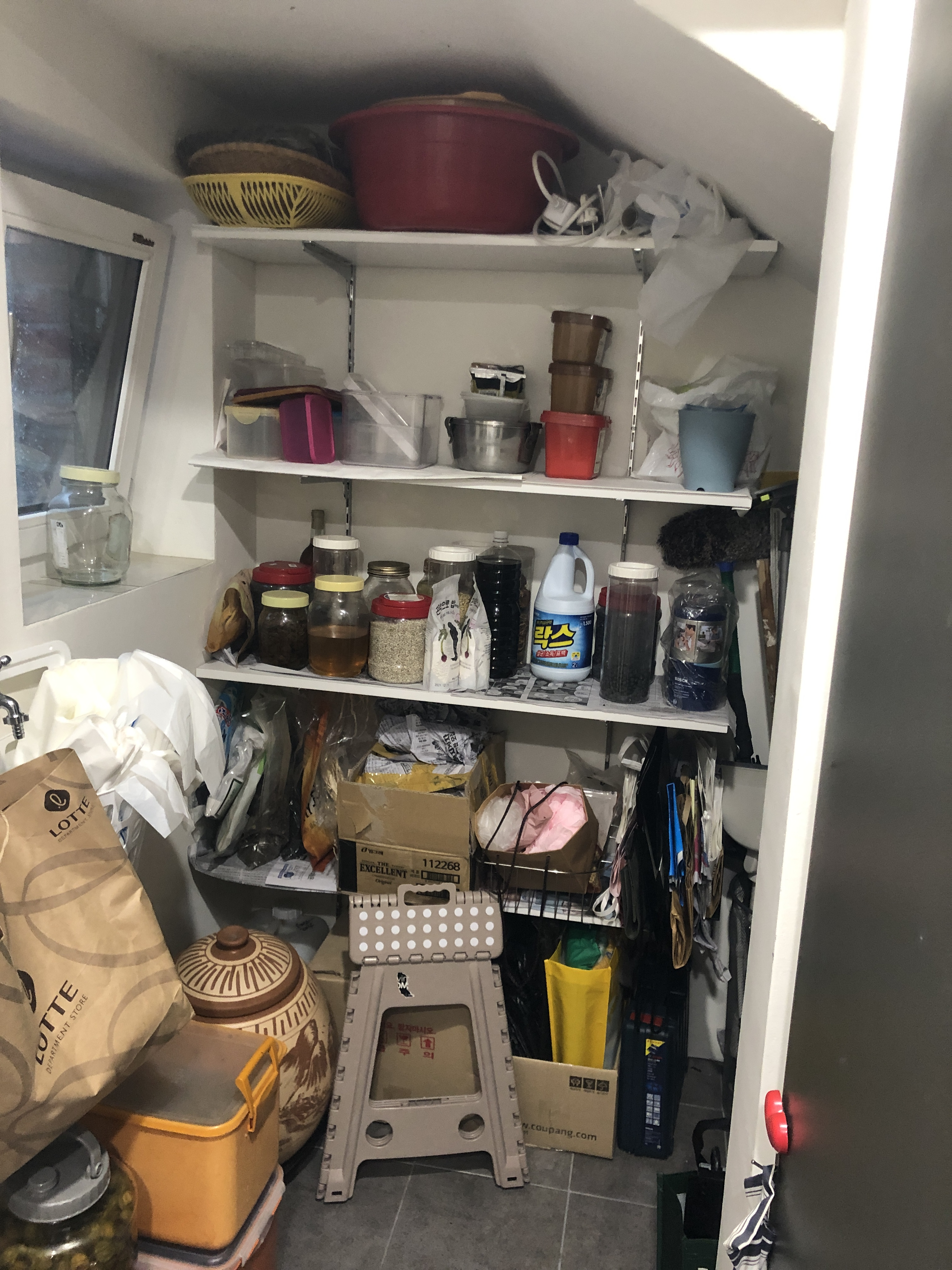
Комірка в помешканні (Південна Корея)

Це може бути міжповерхова комірка (на додачу до житлових кімнат квартири) чи комірка квартири в будинку клубного типу. В квартирах (особливо в житлових багатоквартирних будинках радянського типу планування) для речей часто є окрема господарська комірка площею майже 1 м2. Це може бути веранда з коміркою, прибудова до хати, чи при кухні, комірка в сінях для збіжжя, комірка в підвалі багатоквартирного будинку, відділення в будинках для зберігання припасів, місце для зберігання різних господарських речей  — приміщення або шафа, де зберігаються напої, їжа, а іноді й посуд, побутові миючі засоби, чи провізія. Комірки для їжі та напоїв служать допоміжною ємністю до кухні, забезпечують допоміжний склад для кухні. Ящики полиці або стелажі використовуються для розміщення. В підвальних комірках багатоквартирних будинків, в радянські часи особливо (а подекуди і тепер), зазвичай, зберігали продукти, які не потребують охолодження, включаючи картоплю, цибулю, консервні банки, (невідкриті) скляні банки з джемом/варенням, а також певною мірою овочі та фрукти. Часто будинки обходяться без комор, тому що швидкопсувні продукти зараз зберігаються в основному в холодильниках і морозильниках. Нині в Україні в новобудовах від комор не скрізь відмовилися. 

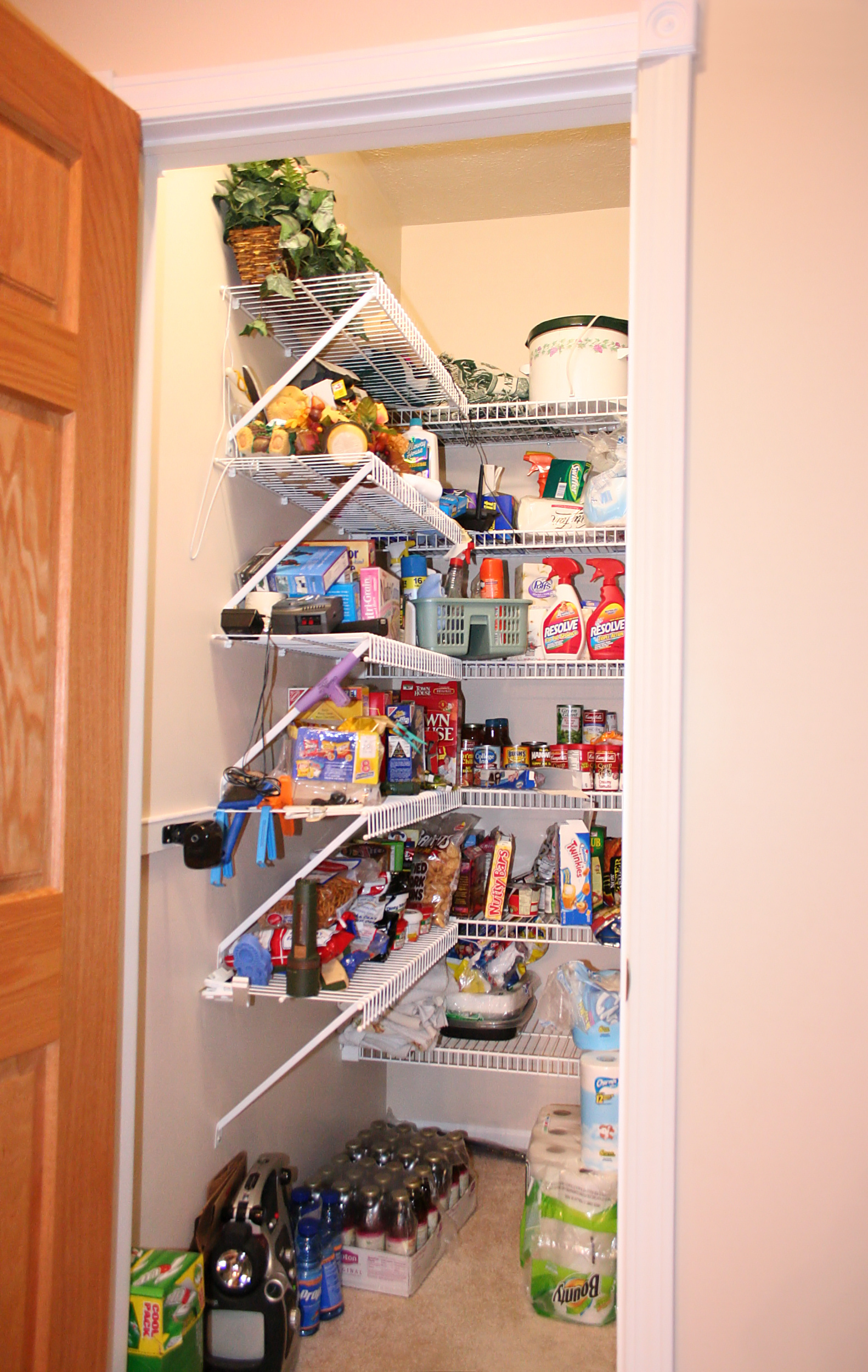
Сучасна кухонна комірка

Раніше ускладнення плану хати йшло через виокремлення в сінях комори (комірки, комірчини, кліті, підкліті), а в житловому приміщенні — кухні. 
У сінях влаштовувалися кухонна піч для приготування їжі та дві комірки для господарських речей. Наприклад, традиційне житлово-господарське будівництво на Західному Поділлі в плані складається з хати, сіней з коміркою і комори. На Волині чи на Поліссі комірки відгороджували в сінях, або прибудовували комори. Зимою вони обігрівалися від печі, яка виходила одним боком в сіни. В прибудові до хати вздовж запічної стіни споруджувалась тепла комора (пукліт), навпроти сінешніх дверей задвірок, за коморою — комірчина.
| | \| ... уживав її як тимчасову комірку: переховував в ній сало, білий хліб, часник, ну, і плящину i з оковиткою.[13] \| |
| ... уживав її як тимчасову комірку: переховував в ній сало, білий хліб, часник, ну, і плящину i з оковиткою. | |

| | \| Навпроти чорного виходу була комірчина, де зберігалися слоїки з варенням, що його пані Мілевська використовувала взимку як начинку для своїх пиріжків, а також мед, цукор, заварка, кава, різні прянощі. Взимку Єлена Мілевська ховала до комірки навіть яйця й молоко, бо там не було ні груби ні пічки.[14] \| |
| Навпроти чорного виходу була комірчина, де зберігалися слоїки з варенням, що його пані Мілевська використовувала взимку як начинку для своїх пиріжків, а також мед, цукор, заварка, кава, різні прянощі. Взимку Єлена Мілевська ховала до комірки навіть яйця й молоко, бо там не було ні груби ні пічки. | |

У повсякденному стилі мовлення комора — це невелике приміщення в безпосередній близькості від кухні, де ви можете зберігати сухі продукти та інші продукти, які не використовуються так часто або які у вас є великими порціями, наприклад консерви, борошно, сушені гриби, горіхи та ін.
Часто комора прохолодна, щоб продовжити термін зберігання. Вона оснащена полицями і легко чиститься.
З появою холодильників і супермаркетів не так вже й нормально мати велику окрему комору через можливість охолодження продуктів в холодильнику і великий асортимент продуктів в супермаркеті.
Однак комора не покидає популярності в таких видах господарства, які передбачають, що ви збираєте інгредієнти самостійно на природі, що вимагає додаткового місця для зберігання тощо.

## Галерея

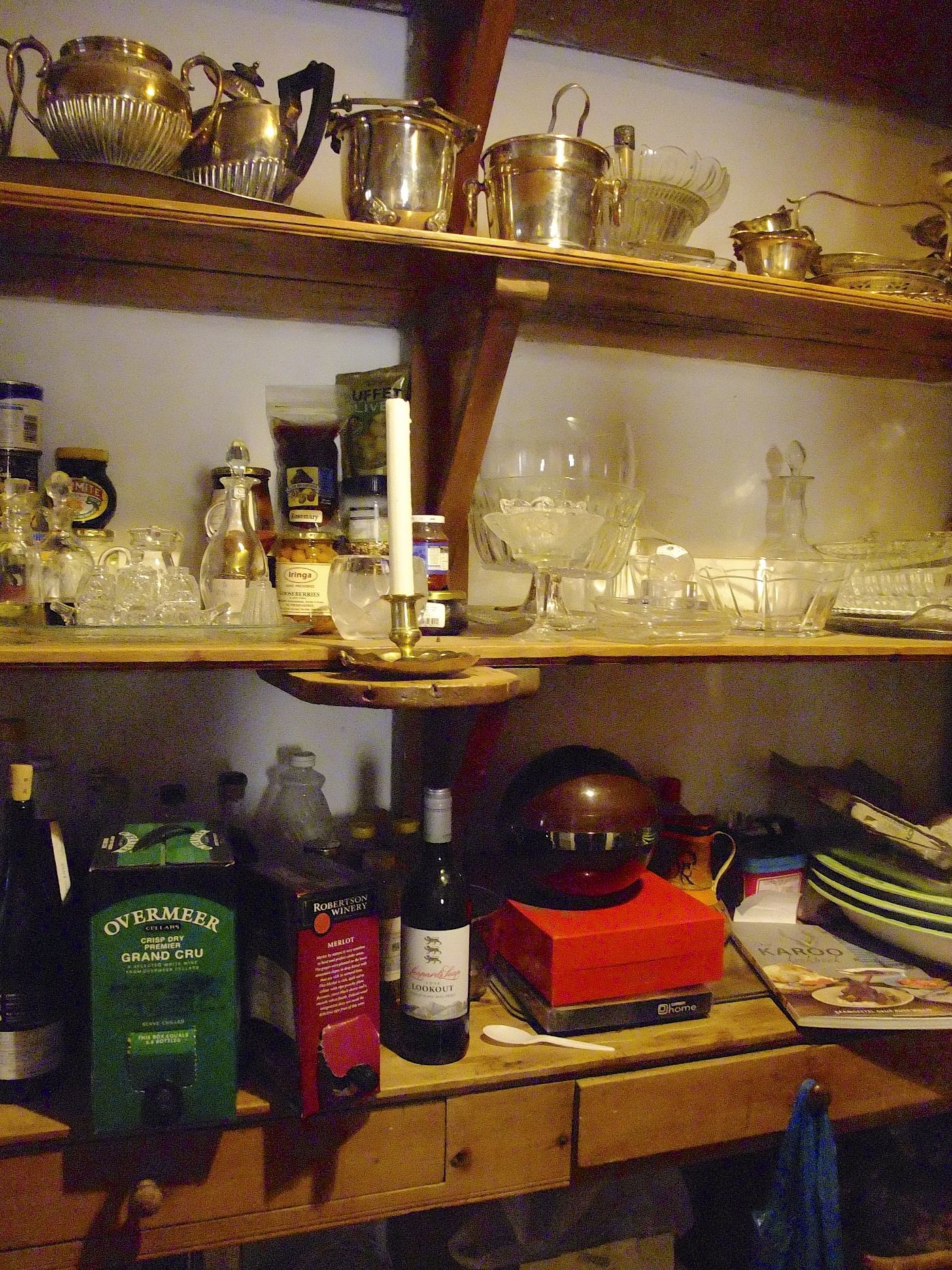
Комірка з дерев'яними полицями в будинку на вулиці Брі, 38 в Південній Африці
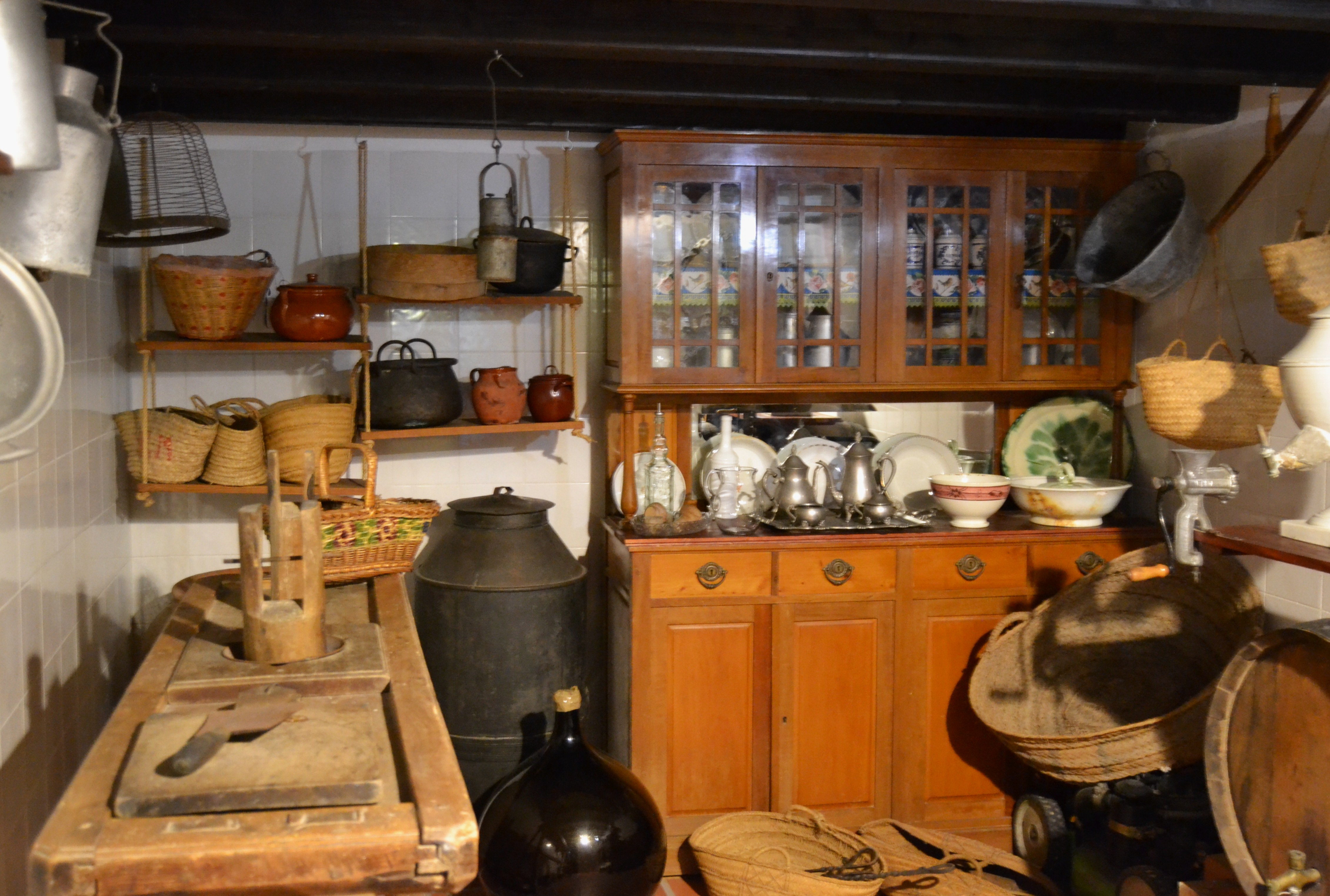
Комора в замку в Гвадалест
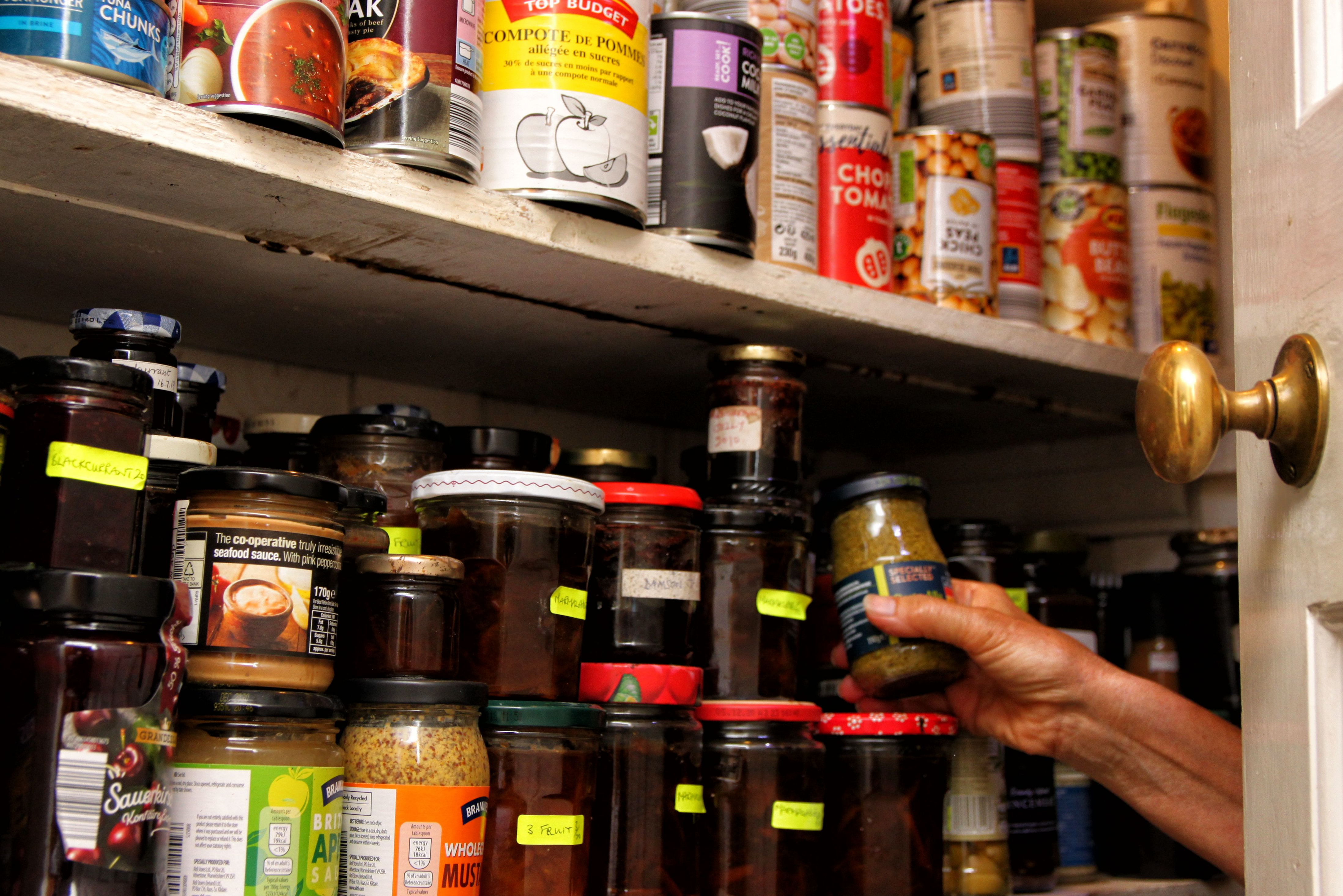
Кухонна комірка
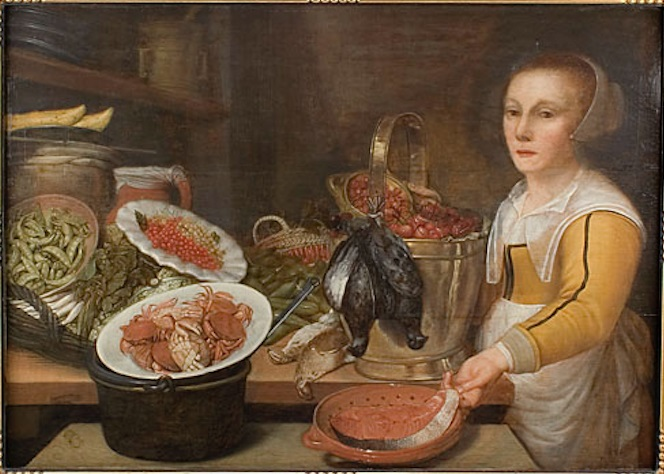
Кухарка у своїй коморі. Натюрморт, близько 1645 року